# مريم أم مرقس
مريم أم مرقس إحدى الشخصيات المذكورة في سفر أعمال الرسل، بحسب سفر الأعمال كانت مريم تستضيف كنيسة في بيتها داخل أسوار مدينة القدس، وهي بحسب التقليد المسيحي والدة القديس مرقس، أحد الرسل السبعون وأسقف الإسكندرية الأول ومؤلف الإنجيل الثاني.
نقلت للمسيحيين خبر نجاة بطرس من السجن، وكانت تجمعها وابنها ببطرس علاقة صداقة قوية حتى دعا بطرس مرقس بانه مثل ابنه.